# Ales stenar
Ales stenar, nebo Ale stenar či místně Heds stenar nebo Urbans grav, je starobylá megalitická památka kamenná loď (podobná kromlechům) vytvořená z kamenů rozmístěných ve tvaru půdorysu lodního trupu. Nachází se ve vesnici Kåseberga v distriktu Valleberga v okrese Ystad na jižním pobřeží kraje Skåne na pobřeží Baltského moře v chráněné krajinné oblasti Hammars backar - Kåsebergaåsen v jižním Švédsku. Skládá se z 59 kamenů, z nichž každý váží přibližně 5 tun, a byl postaven ve vendelském období někdy v letech 540 až 790 po Kr., i když vzdálenost mezi kameny je charakteristická spíše pro dobu železnou nebo bronzovou. Je postaven ve výšce 32 m n. m. a jeho délka je cca 67 metrů a šířka cca 19 metrů. Je největší a nejznámější dochovanou „kamennou lodí“ ve Švédsku. Většina kamenů je ze žuly, „kormidelní kámen“ je z bílého kvarcitu a zbytek z pískovce.

## Další informace
Datace stáří nejstarších archeologických nálezů je 5300–5600 let, což naznačuje, že lokalita byla osídlena dlouho před stavbou „kamenné lodi“. Funkce stavby je nejasná, protože při archeologických průzkumech této i podobných lokalit se obvykle nenajdou žádné důkazy o konkrétní činnosti. Některé náznaky ukazují, že možná zde existovalo jiné starší kamenné dílo, které bylo později přestavěno. Obecně se místo považuje za pohřebiště, které zároveň také plnilo astronomickou funkci (např. osa lodi ukazuje na bod na obzoru, kde vychází Slunce o zimním a letním slunovratu) případně i funkci náboženskou a společenskou.
Irský spisovatel a nositel Nobelovy ceny za literaturu Seamus Heaney napsal báseň Ales stenar.

## Galerie

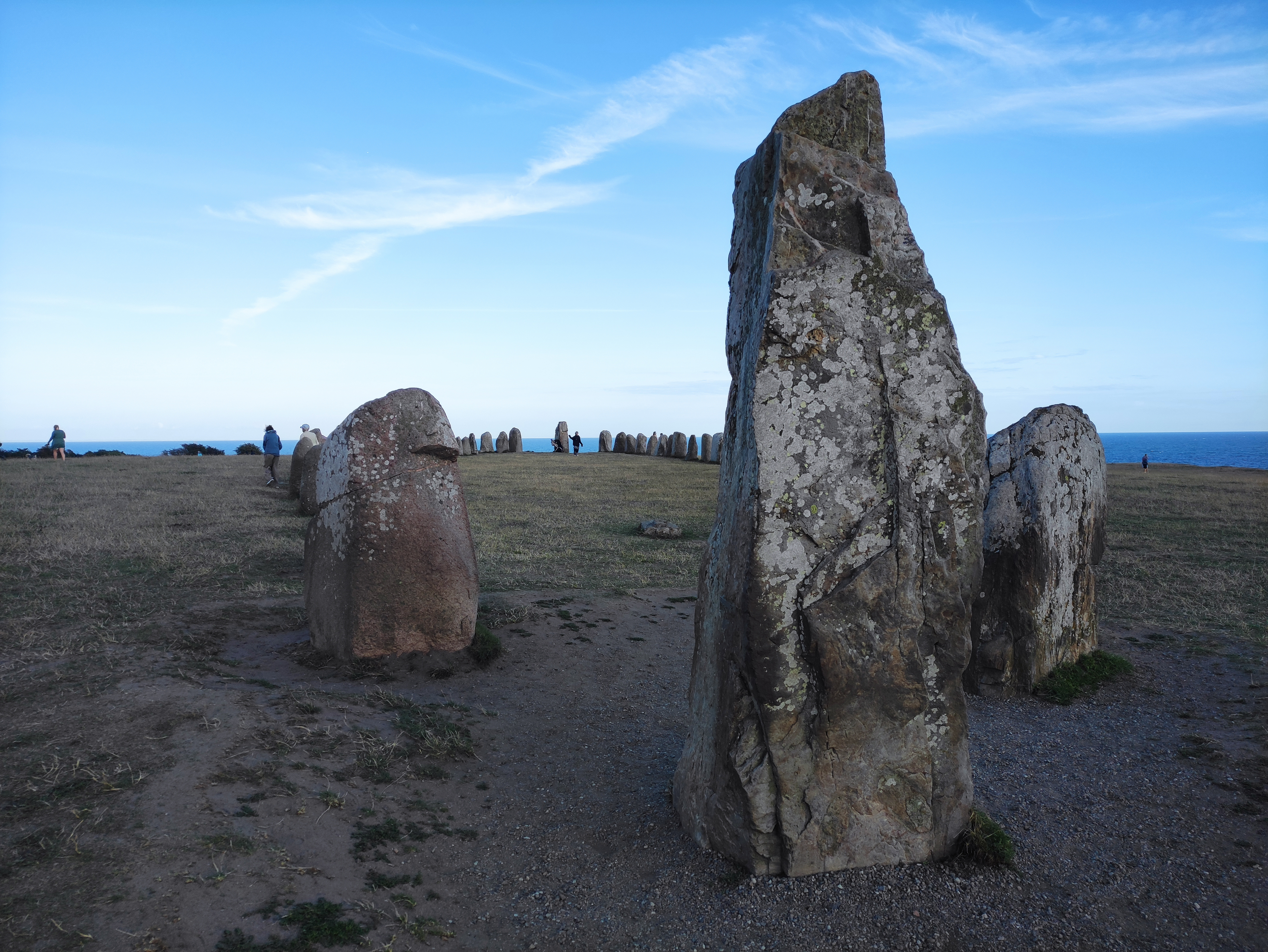
Detail díla
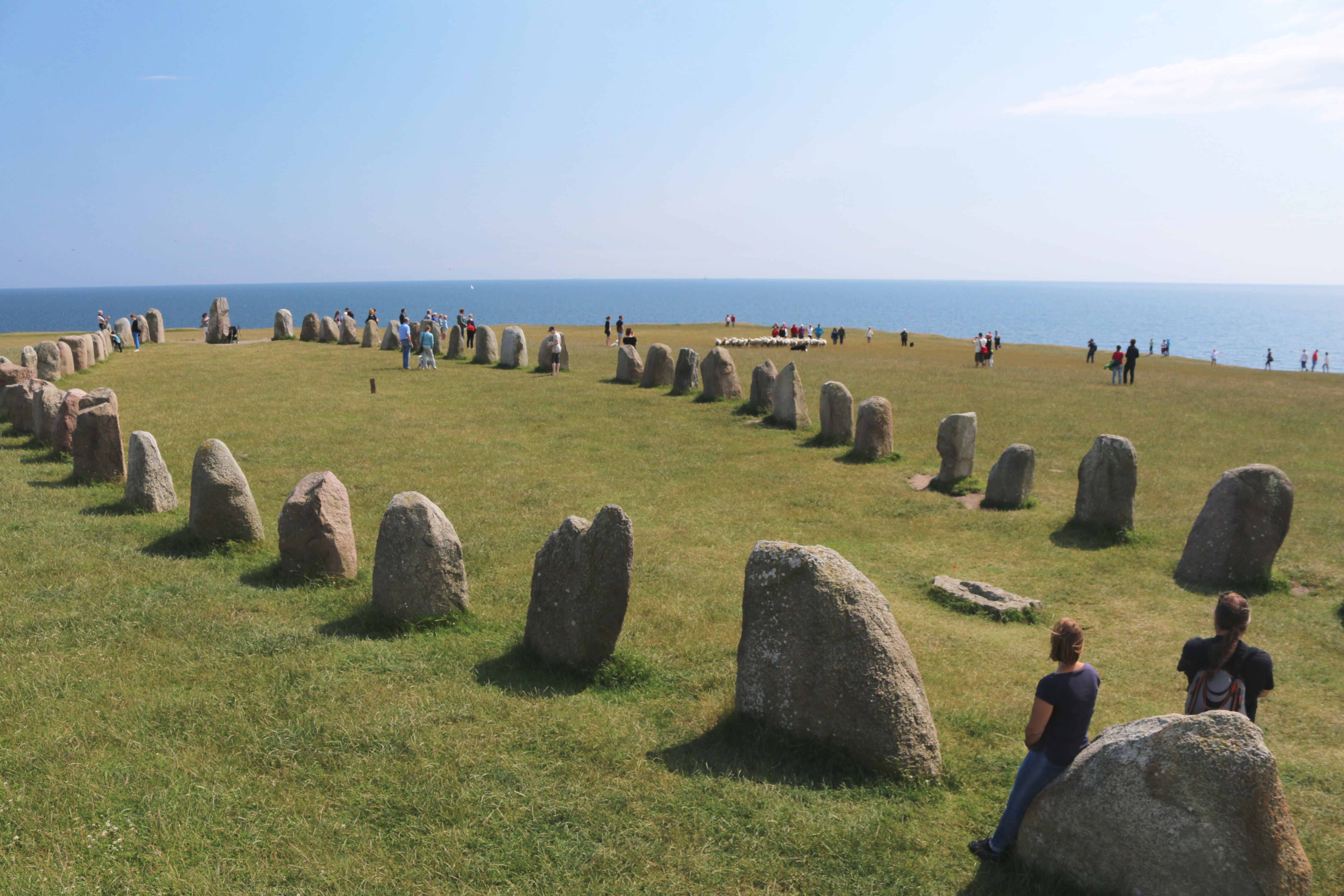
Stavba z nadhledu
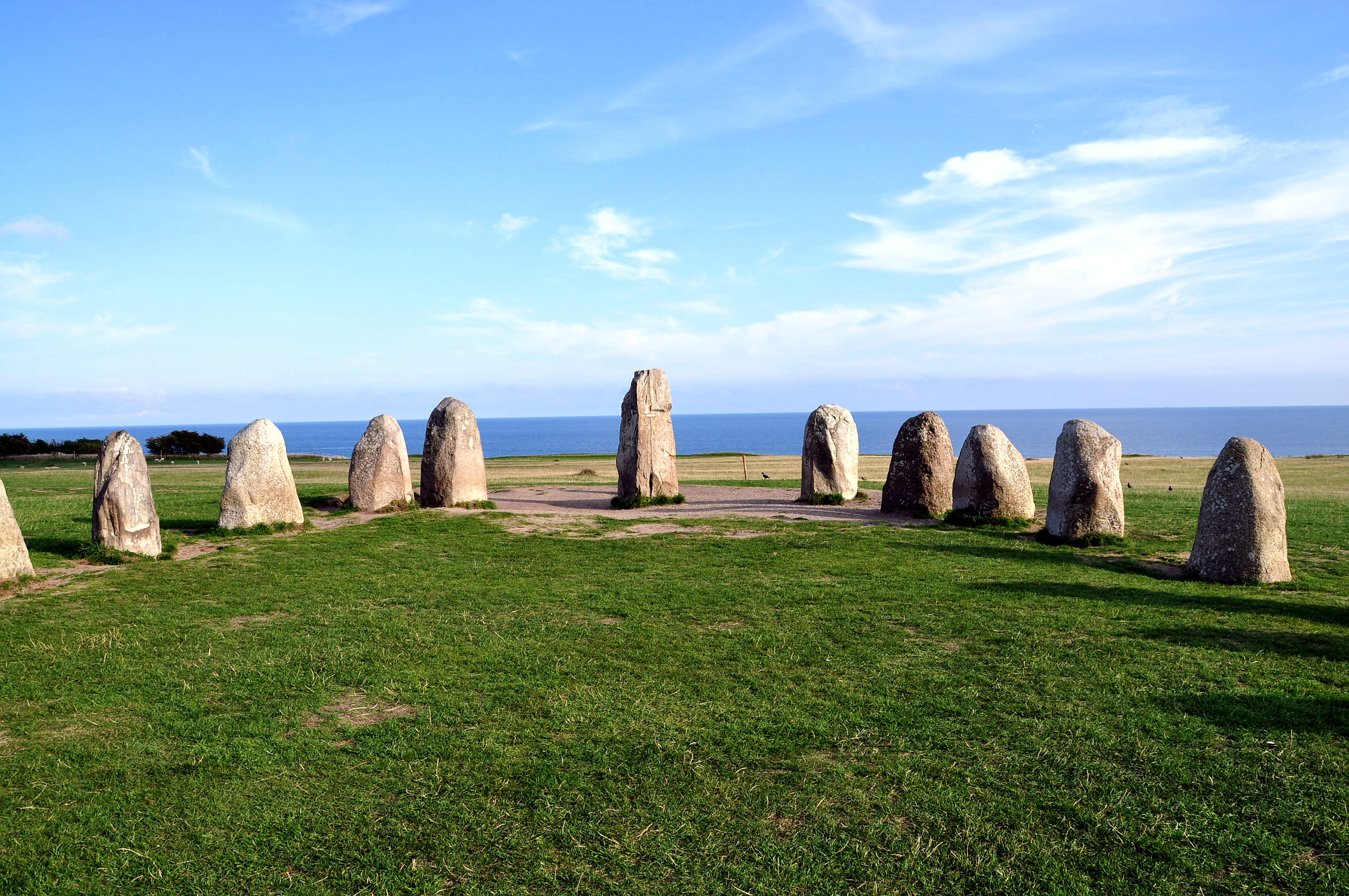
Pohled ze středu stavby
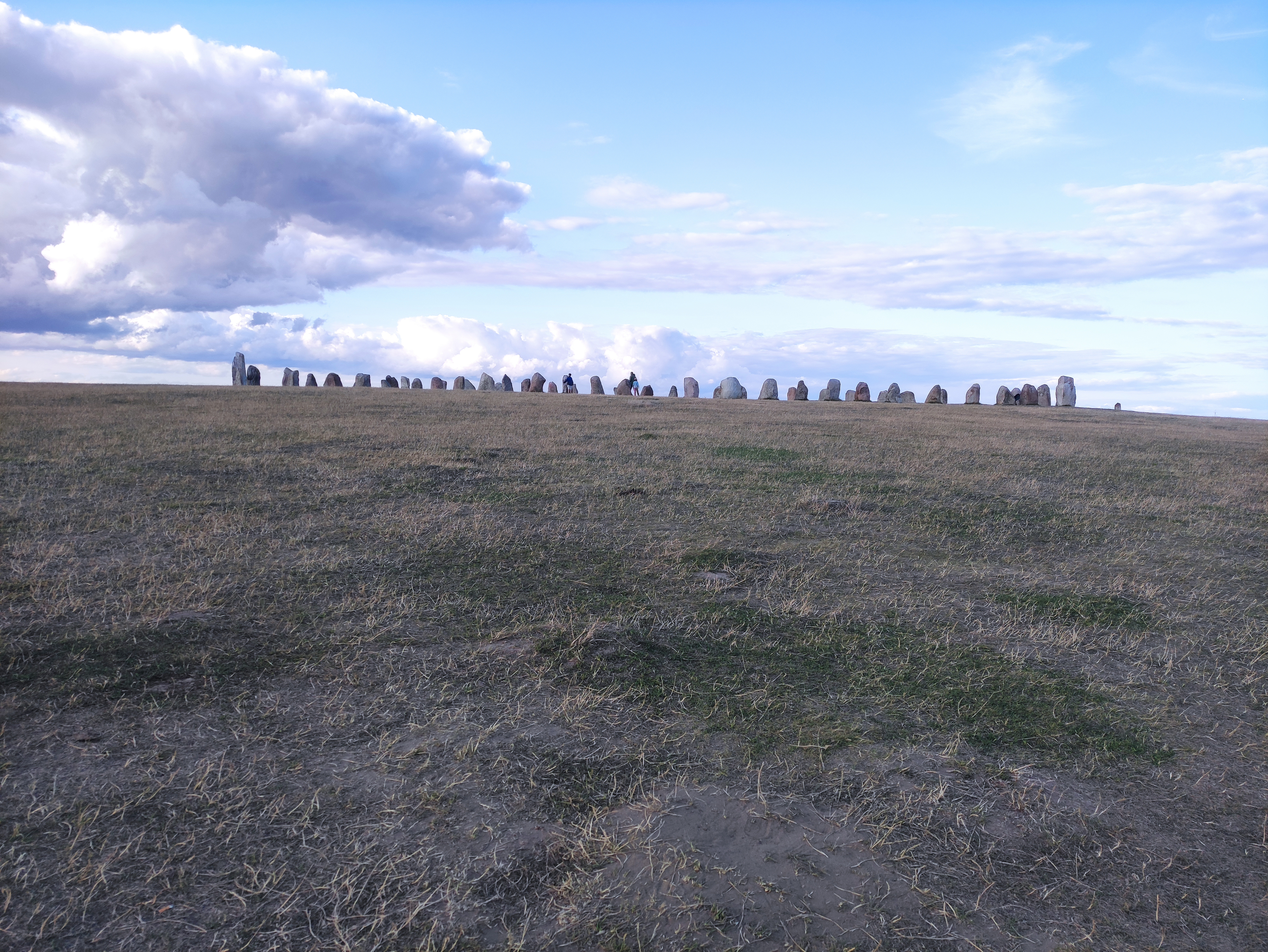
Boční pohled na stavbu
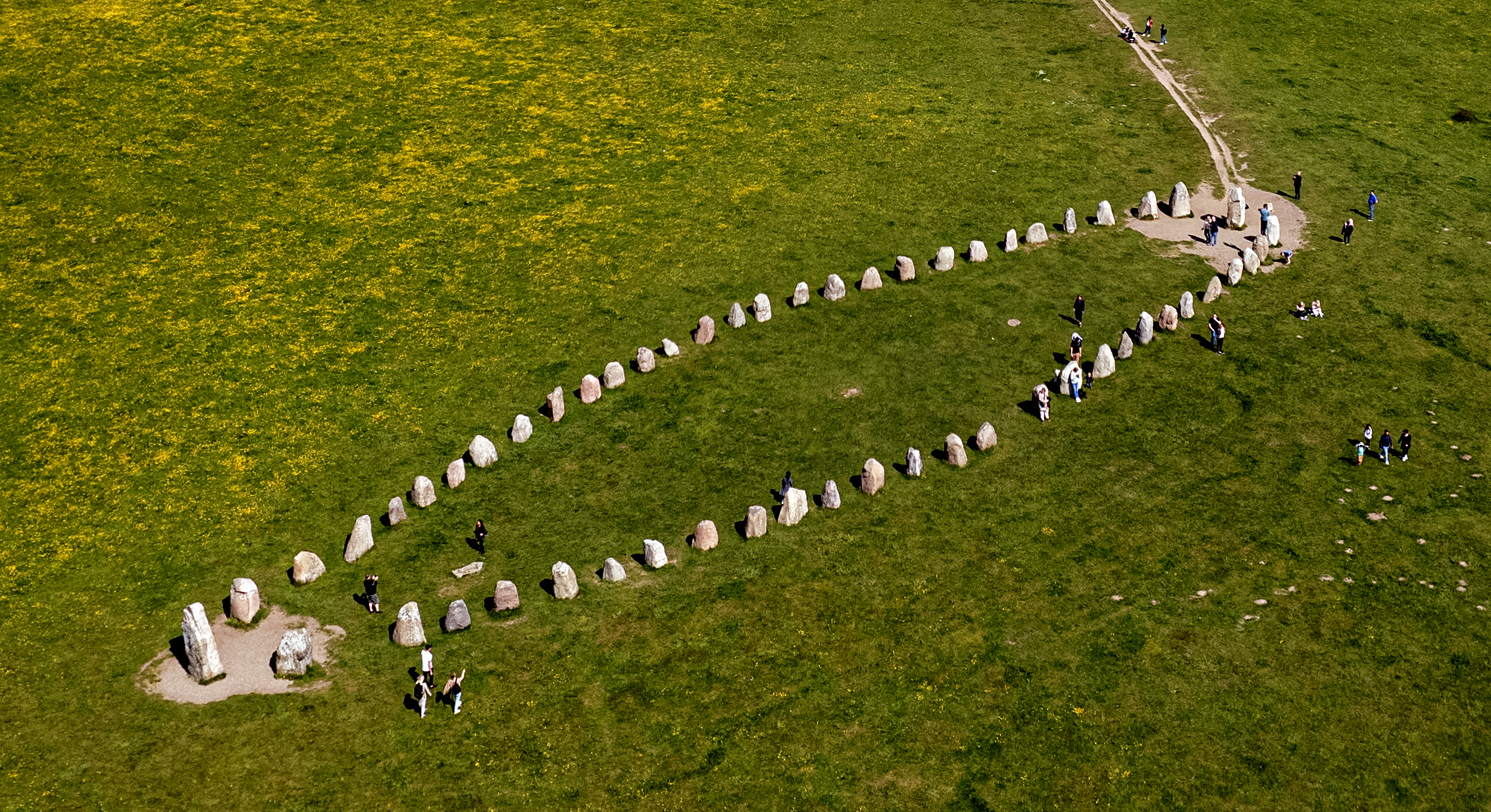
Letecký pohled na kamennou loď
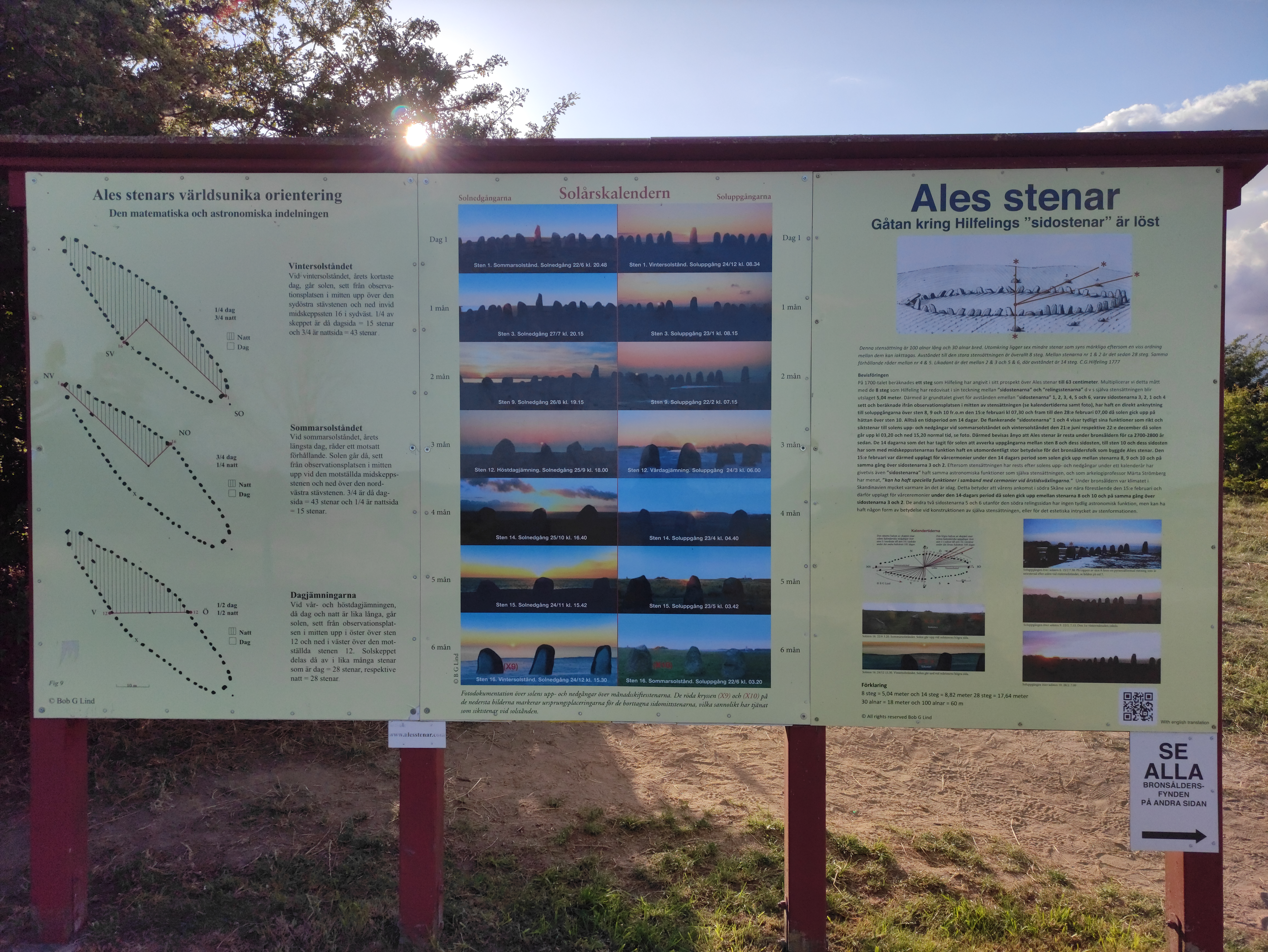
Informační panel nedaleko stavby